# Faresmaathodaa
Faresmaathodaa är en ö i Huvadhuatollen i Maldiverna.  Den ligger i administrativa atollen Gaafu Dhaalu atoll, i den södra delen av landet, 445 km söder om huvudstaden Malé. Ön består av de tidigare öarna Fares och Maathodaa som förenades genom landåtervinning under 1990-talet.